# Louis Jourdan
Louis Robert Gendre (Marseille, 1921. június 19. – Beverly Hills, Kalifornia, 2015. február 14.), francia film- és televíziós színész.

## Ifjúsága
Louis Robert Gendre néven született 1921-ben Marseille-ben, Yvonne Jourdan és Henry Gendre szállodatulajdonos harmadik gyermekeként. Jourdan Gendre néven Franciaországban, Törökországban és az Egyesült Királyságban tanult, valamint az École Dramatique-ban. Amíg ott tanult, elkezdett fellépni a szakmai színpadon, ahol felhívta magára Marc Allégret rendező figyelmét. Allégret felvette őt a Színészbejáró (Entrée des artistes) c film stábjába, segédoperatőrnek.
Ezután megkaptaelső filmes szerepét Allégret-től az 1939-es Le corsaire c. francia filmben Charles Boyer-val együtt. Filmes munkáját azonban a második világháború kitörése megszakította, a filmet nem tudták befejezni.

## A második világháború idején
Jourdan túl fiatal volt katonai szolgálatához, és ez idő alatt Marcel L’Herbier rendező felvette a Rómában forgatott A boldogság komédiája (1940) c. filmes megjelenését. Ebben a városban kapott mellékszerepet a Három nemzedék-ben (Untel Père et Fils), amikor Olaszország hadat üzent Franciaországnak. Miután visszatért Franciaországba, Danielle Darrieux főszereplésével készült filmben Az első randevúban (1941) játszott.
Egy évet töltött kényszermunkában. Kirendelték, hogy német propagandafilmeket készítsen, ezt visszautasította, és Franciaországba menekült a családjához.
Itt újra elkezdett filmekben szerepelni, két év alatt mintegy tíz filmben. Több Allégret-filmben is feltűnt: Pipo 7 éjszakája (1941); L’arlésienne (1942), a Csereházasság (1942); Les petites du quai aux fleurs (1944); és a Twilight (1944).
Apját letartóztatta a Gestapo, de néhány hónappal később megszökött, és családjával együtt csatlakozott a francia ellenálláshoz. „Adtak munkát, és én megtettem – mondta Jourdan később az ellenállás idején. Illegális szórólapokat készítettem, segítettem kinyomtatni és terjeszteni.”
1945-ben, Franciaország felszabadítása után visszatért Párizsba gyermekkori kedveséhez, Berthe Frédérique-hoz (becenevén „Quique”-hez).

## Filmes pályafutása Hollywoodban
Pályája során több hollywoodi filmben is szerepelt, köztük első amerikai filmje A Paradine-ügy (1947), a Levél egy ismeretlen asszonytól (1948), a Gigi (1958), A legjobb mindenből-ben (The Best of Everything) (1959), a Fejesek (The V.I.P.s) (1963) és a Polipka (1983) c. James Bond-filmben. A BBC 1977-es Dracula gróf (Count Dracula) c. televíziós produkciójában a címszerepet alakította.
1978-ban vendégszerepet kapott a Columbo tévésorozat 7. évadában, Az ínyenc gyilkos c. epizódban, ahol Paul Gerard-t, a gyilkos étteremkritikust alakítja.
Utolsó filmes szerepét 1992-ben, Az üstökös éve (1992) c. filmben játszotta.

## Magánélete
1946-ban feleségül vette Berthe Frédérique „Quique” Jourdant, akivel 59 évig élt házasságban. Felesége, 2014-ben elhunyt. Egyetlen gyermekük, Louis Henry Jourdan (1951–1981) harmincéves korában halt meg kábítószer túladagolás következtében.
Miután 1992-ben nyugdíjba vonult, Jourdan Los Angelesben élt. 2010 júliusában megkapta a Francia Köztársaság Becsületrendjének lovagkeresztjét, amelyet barátai kíséretében vehetett át, köztük volt Sidney Poitier és Kirk Douglas.
Jourdan két Hollywood Walk of Fame csillaga megtalálható a Hollywood Boulevard-on (6153. és 6445. szám).

## Halála
Beverly Hillsben halt meg, 2015. február 14-én, 93 éves korában. A Los Angeles-i Westwood Village Memorial Park temetőjében temették el.

## Filmográfia
- 1939: Le corsaire
- 1940: A boldogság komédiája … Fédor
- 1941: Az első randevú … Pierre Rougemont
- 1941: Pipo 7 éjszakája … Freddy Richard
- 1942: Csereházasság … André d’Éguzon
- 1943: Untel père et fils … Christian
- 1944: Félicie Nanteuil … Robert de Ligny
- 1945: La vie de bohème … Rodolphe / Rodolfo
- 1946: Szvingparádé (Swing Parade of 1946) … Önmaga
- 1947: A Paradine-ügy (The Paradine Case) … Andre Latour, Paradine komornyikja
- 1948: Levél egy ismeretlen asszonytól (Letter from an Unknown Woman) … Stefan Brand
- 1949: Madame Bovary … Rodolphe Boulanger
- 1951: Bird of Paradise … André Laurence
- 1952: The Happy Time … Uncle Desmond Bonnard
- 1953: Rue de l’Estrapade … Henri Laurent
- 1954: Három pénzdarab a szökőkútban (Three Coins in the Fountain) … Dino Di Cessi herceg
- 1955: Climax! (TV Sorozat) … Pierre Mendès France
- 1956: A hattyú (The Swan) … Dr. Nicholas Agi
- 1956: Julie … Lyle Benton
- 1956: Túl szép a menyasszony (La mariée est trop belle) … Michel
- 1957: Veszélyes száműzetés … Philippe de Beauvais herceg
- 1958: Gigi … Gaston Lachaille
- 1959: A legjobb mindenből (The Best of Everything) … David Savage
- 1960: Kánkán (Can-Can) … Philipe Forrestier
- 1961: Monte Christo grófja (Le Comte de Monte Cristo) … Edmund Dantés
- 1962: Leviathan … Paul
- 1963: Sándor Mátyás (Mathias Sandorf) … Sándor Mátyás
- 1963: Fejesek (The V.I.P.s) … Marc Champselle
- 1966: Párizsból (Made in Paris) … Marc Fontaine
- 1967: Peau d’espion … Charles Beaulieu
- 1967: Cervantes … Cardinal Acquaviva
- 1968: Hívd a férjem találkára (A Flea in Her Ear) … Henri Tournel
- 1969: Fear No Evil (TV Movie) … Dr. David Sorell
- 1969: Run a Crooked Mile … Richard Stuart
- 1970: Ritual of Evil … David Sorell
- 1973: Sír a telefon (Piange il telefono) … Alberto Landi
- 1975: Monte Cristo grófja (The Count of Monte Cristo) ... De Villefort
- 1976: A vasálarcos férfi (The Man in the Iron Mask) ... D’Artagnan
- 1977: Count Dracula … Gróf Dracula
- 1978: Az ezüst rejtélye (Silver Bears) … Herceg
- 1978: Columbo (tévésorozat), Az ínyenc gyilkos (Columbo: Murder Under Glass) c. epizód … Paul Gerard
- 1980: Charlie angyalai (TV Sorozat) … Dr. Redmont
- 1982: Mocsárlény (Swamp Thing) … Dr. Anton Arcane
- 1983: Polipka (Octopussy) … Kamal
- 1984: Hotel (tévésorozat) … Adam Vidocq
- 1986: Pillangók klubja (Beverly Hills Madam) … Douglas Corbin
- 1987: Svindli a javából (Grand Larceny) … Charles nagybácsi
- 1988: Testőrkommandó (Escuadrón) … Kassar
- 1989: A mocsárlény visszatér (The Return of Swamp Thing) … Dr. Anton Arcane
- 1992: Az üstökös éve (Year of the Comet) … Philippe
- 1994: Hollywood, Hollywood III. (That’s Entertainment! Part III) … archív felvételeiről

## Fordítás
- Ez a szócikk részben vagy egészben  a   Louis Jourdan című angol Wikipédia-szócikk fordításán alapul.  Az eredeti cikk szerkesztőit annak laptörténete sorolja fel. Ez a jelzés csupán a megfogalmazás eredetét és a szerzői jogokat jelzi, nem szolgál a cikkben szereplő információk forrásmegjelöléseként.